# Andrea True
Andrea True, eigentlich Andrea Marie Truden, (* 26. Juli 1943 in Nashville, Tennessee; † 7. November 2011 in Kingston, New York) war eine US-amerikanische Pornodarstellerin und Sängerin. Unter dem Namen Andrea True Connection feierte sie 1976 auf dem Höhepunkt der Disco-Ära mit der Single More, More, More einen internationalen Charterfolg.

## Karriere
True kam 1968 nach New York City, um dort Karriere als Schauspielerin zu machen. Sie erhielt jedoch nur kleinere Rollen als Nebendarstellerin und Statistin, unter anderem in dem Streisand/Redford-Drama So wie wir waren.
True spielte in den 1960er Jahren in einigen pornografischen Filmen in Skandinavien mit und begann Ende des Jahrzehnts, in amerikanischen Pornos aufzutreten. Schließlich spielte sie in den 1970er Jahren und Anfang bis Mitte der 1980er Jahre in mehr als fünfzig Hardcore-Pornofilmen in der frühen New Yorker Erwachsenenfilmindustrie mit. Sie war eine der bekanntesten Pornodarstellerinnen der 1970er Jahre. Insgesamt drehte True im Laufe ihrer Porno-Karriere mehr als 50 Filme.
Während einer Reise nach Jamaika entstand 1975 zusammen mit dem Produzenten Gregg Diamond und Remixer Tom Moulton die Single More, More, More. Trues lasziver Gesang und eindeutige textuelle Referenzen zu ihrer Pornokarriere verhalfen dem Song zu internationaler Popularität. In den USA, in Großbritannien und in Deutschland erreichte er jeweils die Top Ten der Singlecharts. In den USA und in Kanada gab es außerdem eine Gold-Auszeichnung. Mit ihren Nachfolgesingles konnte Andrea True nicht mehr an diesen Erfolg anknüpfen, dennoch platzierten sich Party Line (1976), New York, You Got Me Dancing (1977) und What’s Your Name, What’s Your Number (1978) in den Charts. Ihre zweite LP White Witch entstand 1978 in Zusammenarbeit mit dem Produzenten Michael Zager (Let's All Chant). Ihre dritte und letzte LP War Machine wurde 1980 nur in Italien veröffentlicht. Mit dieser Veröffentlichung bemühte sie sich um eine stärkere Rock-Betonung.
True zog sich zu Beginn der 1980er Jahre ins Privatleben zurück. 2003 wirkte sie an einer Dokumentation des US-amerikanischen Musiksenders VH1 über One-Hit-Wonder mit. 2005 folgte ein kurzes Interview in dem Dokumentarfilm Inside Deep Throat.
True starb 68-jährig am 7. November 2011 in einem Krankenhaus in Kingston, New York, nahe ihrem Wohnort Woodstock, an Herzinsuffizienz. Ihr Körper wurde eingeäschert und in Cleveland, Ohio beigesetzt.

## Diskografie

### Studioalben
| Jahr | Titel            | Höchstplatzierung, Gesamtwochen, AuszeichnungChartplatzierungen (Jahr, Titel, Platzierungen, Wochen, Auszeichnungen, Anmerkungen) | Höchstplatzierung, Gesamtwochen, AuszeichnungChartplatzierungen (Jahr, Titel, Platzierungen, Wochen, Auszeichnungen, Anmerkungen) | Höchstplatzierung, Gesamtwochen, AuszeichnungChartplatzierungen (Jahr, Titel, Platzierungen, Wochen, Auszeichnungen, Anmerkungen) | Höchstplatzierung, Gesamtwochen, AuszeichnungChartplatzierungen (Jahr, Titel, Platzierungen, Wochen, Auszeichnungen, Anmerkungen) | Höchstplatzierung, Gesamtwochen, AuszeichnungChartplatzierungen (Jahr, Titel, Platzierungen, Wochen, Auszeichnungen, Anmerkungen) | Anmerkungen                     |
| Jahr | Titel            | DE | AT | CH | UK | US | Anmerkungen                     |
| ---- | ---------------- | --- | --- | --- | --- | --- | ------------------------------- |
| 1976 | More, More, More | — | — | — | — | US47 (17 Wo.)US | Erstveröffentlichung: Juli 1976 |

grau schraffiert: keine Chartdaten aus diesem Jahr verfügbar
Weitere Alben
- 1977: White Witch (aka What’s Your Name, What’s Your Number)
- 1980: War Machine
- 1994: The Greatest Hits
- 1998: More, More, More

### Singles
| Jahr | Titel Album                                      | Höchstplatzierung, Gesamtwochen, AuszeichnungChartplatzierungen (Jahr, Titel, Album, Platzierungen, Wochen, Auszeichnungen, Anmerkungen) | Höchstplatzierung, Gesamtwochen, AuszeichnungChartplatzierungen (Jahr, Titel, Album, Platzierungen, Wochen, Auszeichnungen, Anmerkungen) | Höchstplatzierung, Gesamtwochen, AuszeichnungChartplatzierungen (Jahr, Titel, Album, Platzierungen, Wochen, Auszeichnungen, Anmerkungen) | Höchstplatzierung, Gesamtwochen, AuszeichnungChartplatzierungen (Jahr, Titel, Album, Platzierungen, Wochen, Auszeichnungen, Anmerkungen) | Höchstplatzierung, Gesamtwochen, AuszeichnungChartplatzierungen (Jahr, Titel, Album, Platzierungen, Wochen, Auszeichnungen, Anmerkungen) | Anmerkungen                         |
| Jahr | Titel Album                                      | DE | AT | CH | UK | US | Anmerkungen                         |
| ---- | ------------------------------------------------ | --- | --- | --- | --- | --- | ----------------------------------- |
| 1976 | More, More, More                                 | DE9 (19 Wo.)DE | — | — | UK5 (10 Wo.)UK | US4 Gold · (25 Wo.)US | Erstveröffentlichung: Februar 1976  |
| 1976 | Party Line More, More, More                      | — | — | — | — | US80 (4 Wo.)US | Erstveröffentlichung: Juli 1976     |
| 1977 | N.Y., You Got Me Dancing White Witch             | — | — | — | — | US27 (11 Wo.)US | Erstveröffentlichung: Februar 1977  |
| 1977 | What’s Your Name, What’s Your Number White Witch | — | — | — | UK34 (6 Wo.)UK | US56 (7 Wo.)US | Erstveröffentlichung: Dezember 1977 |

Weitere Singles
- 1976: Call Me
- 1976: Keep It Up Longer
- 1976: Fill Me Up (Heart To Heart)
- 1980: War Machine
- 1980: Make My Music For Me

## Auszeichnungen für Musikverkäufe
| Goldene Schallplatte - Kanada - 1976: für die Single More, More, More |

Anmerkung: Auszeichnungen in Ländern aus den Charttabellen bzw. Chartboxen sind in ebendiesen zu finden.
| Land/RegionAuszeichnungen für Musikverkäufe (Land/Region, Auszeichnungen, Verkäufe, Quellen) | Gold     | Platin | Verkäufe  | Quellen         |
| -------------------------------------------------------------------------------------------- | -------- | ------ | --------- | --------------- |
| Kanada (MC)                                                                                  | Gold1    | —      | 75.000    | musiccanada.com |
| Vereinigte Staaten (RIAA)                                                                    | Gold1    | —      | 1.000.000 | riaa.com        |
| Insgesamt                                                                                    | 2× Gold2 | —      |           |                 |